# Ејдријен Данбар
Ејдријен Данбар (енгл. Adrian Dunbar; Енискилен, Округ Фермана, 1. август 1958) ирски је позоришни, филмски и ТВ глумац.
Данбар се појавио у запаженим филмовима као што су Моје лево стопало, Игра плакања и Генерал.